# Міраж (фільм, 2004)
«Міраж» — драматична стрічка македонського режисера Свєтозара Рістовського, яка вийшла в прокат у 2004 році.

## Сюжет
Підліток Марко живе в невеликому містечку поряд із залізницею. У сім'ї на нього не звертають увагу: він з легковажною сестрою постійно сперечається, завжди п'яний батько. У школі панує атмосфера неповаги, хлопця часто б'ють. Учитель, який помітив талант підлітка, пропонує йому взяти участь у літературному конкурсі, переможець поїде до Парижа. Марко завзято береться за написання вірша, займається додатково, починає більше читати.
Одного дня у покинутому будинку він знайомиться з молодим чоловіком, з яким він товаришує. Вони грають у шахи, карти. Новий приятель вчить його пити, палити. Коли Париж розповідає плани на майбутнє, у Марко зароджується ідея втекти з ним. Для цього потрібні були гроші, які вони заробляють крадіжками.
Написання вірша виходить у Марка нелегко, до того ж вчитель критикує його. У той же день шкільне угрупування знову б'є Марко та ввечорі вони спалюють шкільні журнали. Охоронець помічає тільки Марко. Вдень викравши пістолет Леві та зарядивши кулею Парижа, він вбиває вчителя літератури за те, що той дав йому надію.

## У ролях
| Актор             | Персонаж           | Роль                           |
| ----------------- | ------------------ | ------------------------------ |
| Марко Ковачевич   | Марко Тріфуновськи | підліток                       |
| Мустафа Надаревич | вчитель            | боснійський вчитель літератури |
| Нікола Джуричко   | Париж              | кримінальний злочинець         |
| Владо Йовановскі  | Лазо               | батько Марко                   |
| Славіца Манаскова | Фанні              | сестра Марко                   |
| Олена Мосевська   | Анджа              | мама Марко                     |

## Створення фільму

### Виробництво
Зйомки фільму проходили в Велесі, Північна Македонія.

### Знімальна група
- Кінорежисер — Свєтозар Рістовський
- Сценаристи — Свєтозар Рістовський, Грейс Ліа Трохе
- Кінопродюсер — Гарольд Лі Тіченор
- Кінооператор — Володимир Самойловскі
- Кіномонтаж — Атанас Георгієв
- Художник-постановник — Ігор Тошевскі
- Композитор —Клаус Хандсбіхлер
- Підбір акторів — Нікола Гейко[1].

## Сприйняття

### Критика
Фільм отримав позитивні відгуки. На сайті Rotten Tomatoes оцінка фільму становить 82 % на основі 11 відгуків від критиків (середня оцінка 6,5/10) і 80 % від глядачів із середньою оцінкою 3,3/5 (1 748 голосів). Фільму зарахований «стиглий помідор» від кінокритиків та «попкорн» від глядачів, Internet Movie Database — 7,7/10 (929 голосів), Metacritic — 61/100 (8 відгуків критиків) і 8,0/10 від глядачів (16 голосів).

### Номінації та нагороди
| Нагороди та номінації фільму «Міраж» | Нагороди та номінації фільму «Міраж»                    | Нагороди та номінації фільму «Міраж»    | Нагороди та номінації фільму «Міраж» | Нагороди та номінації фільму «Міраж» | Нагороди та номінації фільму «Міраж» |
| Рік                                  | Кінофестиваль/кінопремія                                | Категорія/нагорода                      | Номінант                             | Результат                            |                                      |
| ------------------------------------ | ------------------------------------------------------- | --------------------------------------- | ------------------------------------ | ------------------------------------ | ------------------------------------ |
| 2004                                 | Токійський міжнародний кінофестиваль                    | Гран-прі                                | Свєтозар Рістовський                 | Номінація                            |                                      |
| 2005                                 | Міжнародний кінофестиваль в Анкориджі                   | Найкращий художній фільм                | Свєтозар Рістовський                 | Перемога                             |                                      |
| 2005                                 | Злінський міжнародний кінофестиваль для дітей та молоді | Найкращий фільм                         | Свєтозар Рістовський                 | Перемога                             |                                      |
| 2006                                 | Кінофестиваль в Аванці                                  | Особлива згадка: Найкраща акторська гра | Марко Ковачевич                      | Перемога                             |                                      |
| 2006                                 | Кінофестиваль в Аванці                                  | Нагорода режисеру                       | Володимир Самойловскі                | Перемога                             |                                      |
| 2006                                 | Кінофестиваль в Аванці                                  | Особлива згадка: Художній фільм         | Свєтозар Рістовський                 | Перемога                             |                                      |